# 1934 en littérature
| Années de la littérature : 1931 - 1932 - 1933 - 1934 - 1935 - 1936 - 1937    |
| Décennies de la littérature : 1900 - 1910 - 1920 - 1930 - 1940 - 1950 - 1960 |

Cet article présente les faits marquants de l'année 1934 en littérature.

## Événements
- 16 août : premier congrès des écrivains soviétiques présidé par Maxime Gorki avec Louis Aragon et André Malraux.

## Parutions

### Essais
- Gaston Bachelard, Le Nouvel Esprit scientifique (avril)
- Henri Bergson, La Pensée et le Mouvant (juin)
- Charles de Gaulle, Vers l'armée de métier
- René Le Senne, Obstacle et valeur, Paris, F. Aubier
- Ruth Benedict, Patterns of Culture
- Maud Bodkin, Archetypal Patterns of Poetry: Psychological Studies of Imagination
- René Martial, La Race française
- Paul Otlet, Traité de documentation
- France Pastorelli, Servitude et grandeur de la maladie

### Poésie
1. René Char, Le Marteau sans maître.

### Romans

#### Auteurs francophones
- Louis Aragon, Les Cloches de Bâle (août).
- Marcel Aymé, Les Contes du chat perché (décembre).
- Jacques Chardonne, Les Destinées sentimentales.
- Gabriel Chevallier, Clochemerle
- Daniel-Rops, Mort, où est ta victoire ?
- Pierre Drieu la Rochelle, La Comédie de Charleroi (février).
- Jacques de Fromont, Les Mutilés.
- Jean Giono, Le Chant du monde.
- Pierre Mac Orlan, La Nuit de Zeebruges (juin)
- Henry de Montherlant, Les Célibataires (juillet).
- Marguerite Yourcenar :
  - Denier du rêve.
  - La mort conduit l'attelage.
- Georges Duhamel : Le Jardin des bêtes sauvages.

#### Auteurs traduits
1. Wacław Berent (polonais), Nurt (Tendance).
2. Agatha Christie (anglaise), Le Crime de l'Orient-Express.
3. William Faulkner (américain), Tandis que j’agonise.

## Jeunesse
Naissance de Oui-Oui (Noddy en version originale), personnage fictif de livres pour enfants, créé par Enid Blyton et illustré par Harmsen van der Beek.
Colette Vivier reçoit le Prix Jeunesse pour La Maison des petits bonheurs.

## Théâtre
- 11 avril : Jean Cocteau, La Machine infernale

## Prix littéraires et distinctions
- Luigi Pirandello, prix Nobel de littérature.

### France
- Prix Goncourt : Capitaine Conan de Roger Vercel
- Grand prix du roman de l'Académie française : L'Abbaye d'Évolayne de Paule Régnier
- Prix Femina : Le Bateau-refuge de Robert Francis
- Prix Renaudot : Blanc de Louis Francis
- Prix Interallié : Anny de Marc Bernard
- Prix des Deux Magots : Monsieur Jean ou l'Amour absolu de Georges Ribemont-Dessaignes

### Italie
- Prix Bagutta : Carlo Emilio Gadda, pour Il castello di Udine, (Solaria)
- Prix Viareggio : Raffaele Calzini, pour Segantini, romanzo della montagna

## Principales naissances
- 23 janvier : Michel Jeury, auteur français de science-fiction († 9 janvier 2015).
- 11 février : Maryse Condé, écrivaine et professeure de littérature guadeloupéenne († 2 avril 2024).
- 18 février : Audre Lorde, essayiste et poétesse américaine († 17 novembre 1992).
- 1er mars : Jacques Chessex, écrivain et peintre suisse francophone († 9 octobre 2009).
- 23 avril : Antoine Raybaud, enseignant, critique, poète et écrivain français († 27 mars 2012).
- 27 mai : Mikhaïl Lioubimov, auteur de roman policier russe.
- 1er juillet :  René-Victor Pilhes, écrivain français.
- 13 juillet : Wole Soyinka, dramaturge, poète, essayiste et romancier nigérian, prix Nobel de littérature 1986.
- 21 juillet : Askold Bajanov, écrivain sami russe († 15 octobre 2012).
- 16 août : Diana Wynne Jones, romancière britannique († 26 mars 2011).
- 14 septembre : Kate Millett, essayiste et critique littéraire américaine († 6 septembre 2017).
- 30 septembre : Charles Juliet, écrivain et dramaturge français.
- 9 novembre :  Carl Sagan, scientifique, astronome et auteur américain de science-fiction († 20 décembre 1996).

## Principaux décès
- 4 novembre : Catherine Scott, écrivaine britannique et cofondatrice du PEN International (° août 1865).